# Kommunalvalget i Rødovre Kommune 2021
Kommunalvalget i Rødovre Kommune 2021 afholdes som del af kommunal- og regionsrådsvalg 2021 i Danmark tirsdag den 16. november 2021. Der skal vælges 19 medlemmer af kommunalbestyrelsen, og der kræves 10 mandater for at danne et flertal. Siddende borgmester, Britt Jensen fra Socialdemokratiet overtog midt i forrige valgperiode borgmesterposten fra partifællen Erik Nielsen, der gik af efter at have været borgmester siden 1994.
I alt stiller 67 kandidater op fordelt på 9 partier. Der er anmeldt følgende valgforbund:
| Valgforbund   | Partier                        |
| ------------- | ------------------------------ |
| Valgforbund 1 | B. Radikale Venstre            |
| Valgforbund 1 | C. Det Konservative Folkeparti |
| Valgforbund 1 | K. Kristendemokraterne         |
| Valgforbund 1 | V. Venstre                     |
| Valgforbund 2 | F. Socialistisk Folkeparti     |
| Valgforbund 2 | Ø. Enhedslisten                |

Radikale Venstre, Det Konservative Folkeparti og Nye Borgerlige opstiller sideordnet. De øvrige partier opstiller med partiliste.

## Valgte medlemmer af kommunalbestyrelsen
| Mandatnr. | Navn                             | Parti                       |
| --------- | -------------------------------- | --------------------------- |
| 1         | Britt Jensen                     | Socialdemokratiet           |
| 2         | Kim Drejer Nielsen               | Det Konservative Folkeparti |
| 3         | Flemming Lunde Østergaard Hansen | Socialdemokratiet           |
| 4         | Kenneth Rasmussen                | Socialistisk Folkeparti     |
| 5         | Annie Arnoldsen Petersen         | Socialdemokratiet           |
| 6         | Henriette Hesselmann             | Det Konservative Folkeparti |
| 7         | Jan Kongebro                     | Socialdemokratiet           |
| 8         | Mogens Brauer                    | Det Konservative Folkeparti |
| 9         | Peter Mikkelsen                  | Enhedslisten                |
| 10        | Lene Due                         | Socialdemokratiet           |
| 11        | Ahmed Huseen Dhqane              | Socialdemokratiet           |
| 12        | Tina Hippe Hansen                | Det Konservative Folkeparti |
| 13        | Pia Hess Larsen                  | Socialdemokratiet           |
| 14        | Martin Rosenkrantz               | Socialistisk Folkeparti     |
| 15        | Mikkel Molin                     | Venstre                     |
| 16        | Birgitte Glifberg                | Socialdemokratiet           |
| 17        | Anette Rachlitz                  | Socialdemokratiet           |
| 18        | Jette Louise Larsen              | Det Konservative Folkeparti |
| 19        | Marianne Christensen             | Enhedslisten                |